# Catastrophe de la rivière Bagwai
La catastrophe de la rivière Bagwai est survenue le 1er décembre 2021 lorsqu'un bateau surchargé transportant plus de 50 personnes, pour la plupart des enfants âgés de 8 à 15 ans, a chaviré sur la rivière Bagwai dans l'État de Kano, au Nigeria. Au moins 29 passagers se seraient noyés et 13 seraient portés disparus.

## Contexte
Les accidents de bateaux sont fréquents au Nigeria en raison de la surcharge, du mauvais temps, d'un mauvais entretien et du manque de réglementation pour protéger la sécurité des passagers.

## Accident
Le navire transportait des écoliers musulmans du village de Badau à la ville de Bagwai de l'autre côté de la rivière pour une cérémonie religieuse. Selon Saminu Abdullahi, le porte-parole des pompiers de l'État de Kano, le bateau devait transporter 12 personnes, cependant, plus de 50 personnes se trouvaient sur le ferry au moment de l'accident. Sept passagers ont été secourus et ont été envoyés à l'hôpital tandis que 13 autres sont toujours portés disparus.

## Réactions
Le gouverneur de l'État de Kano (en), Abdullahi Umar Ganduje, a exprimé son choc après avoir entendu la nouvelle du chavirement, qualifiant l'incident de « tragédie d'État » et remercié les sauveteurs, déclarant « [nous] saluons le courage et la posture patriotique des équipes de secours ».